# پتانسیل برانگیخته

## پتانسیل برانگیختهٔ بینایی
یکی از روش‌های نشان دهنده وضعیت بینایی روش‌های الکتروفیزیولوژیک هستند که به دلیل حساسیت بالا و ابجکتیو بودنشان بسیار مورد توجه‌اند.
امواج پتانسیل برانگیخته بینایی یکی از این روش‌هاست. پتانسیل برانگیخته بینایی یک روش ابجکتیو برای نشان دادن عملکرد بینایی با استفاده از امواج مغزی نشات گرفته از کورتکس اکسی پیتال مغز است. در این روش پتانسیل برانگیخته بینایی به صورت تک چشمی و دوچشمی با استفاده از محرک‌های مختلفی ثبت می‌شود.

### پتانسیل برانگیختهٔ بینایی فلش
یکی از انواع پاسخهای سه گانهٔ استاندارد ،flash-VEP می‌باشد که به وسیلهٔ محرک فلاش روشن که در یک full-fieild dome بازمینهٔ فوتوپیک ساطع می‌شود، بدست می‌آید. سرعت محرک بایستی حدود ۲–۳ هرتز باشد تا یک پاسخ گذرا ایجاد گردد.
تنوع پاسخ‌های flash-VEP میان افراد مختلف متفاوت است و معمولاً برای افراد با فیکساسیون ضعیف یا نیستاگموس یا عدم توانایی در انجام تست پتانسیل برانگیختهٔ الگویی بینایی، انجام می‌شود.

#### ویزگیهای موج فلش
پاسخ ثبت شدهٔ این تست شامل اجزایی است که به ترتیب عددی براساس توالی زمانی قرار میگرند و شامل موج‌های P1 (مثبت)،N1 (منفی)،P2 (مثبت)، N2 (منفی)،P3 (مثبت) و N3 (منفی)، می‌باشد. غالب‌ترین وبرجسته‌ترین موج، P2 است که زمان تأخیر آن در افراد نرمال ۱۰۰–۱۲۰ میلی ثانیه می‌باشد.